# 簇花灯心草
簇花灯心草（学名：Juncus ranarius）为灯心草科灯心草属的植物。分布在欧洲北部和中部以及东部以及中国大陆的内蒙古、新疆等地，生长于海拔1,200米至1,500米的地区，多生在小河边或水沟边，目前尚未由人工引种栽培。